# Bagdádská baterie

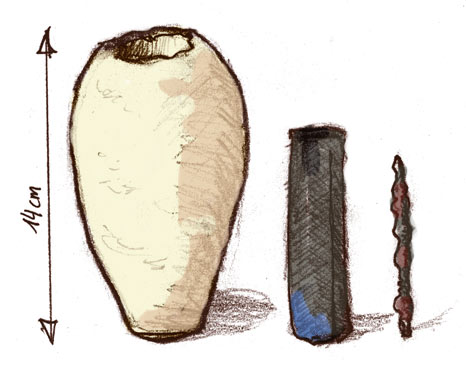
Nákres bagdádské baterie

Bagdádská baterie je označení předmětu, který byl objeven roku 1936 v lokalitě Khujut Rabuah v Iráku a v roce 1938 ho popsal Wilhelm König, německý malíř pracující pro Irácké národní muzeum. Nález tvoří cca 14–15 centimetrů vysoký džbán z pálené hlíny s měděným plechem stočeným do tvaru válce a se železnou tyčí. Hrdlo nádoby bylo ucpáno asfaltem. Artefakt byl datován do období mezi lety 248 př. n. l. a 225 n. l., kdy v oblasti vládli Parthové nebo Sásánovci.
Originál artefaktu byl do roku 2003 uložen v Iráckém národním muzeu. Po americké invazi došlo k vyrabování muzea, při kterém byl ukraden.

## Teorie o funkci
Účel předmětu je nejasný. König přišel s hypotézou, že šlo o galvanický článek: pokusy prokázaly, že když se nádoba naplní vinným octem (později byly provedeny i pokusy s grapefruitovou šťávou), dokázala vyvinout napětí 1,5 V (resp. 0,85 V). Elektřina mohla sloužit k elektroléčbě nebo galvanickému pozlacování nádob. Objev, že starověké civilizace dokázaly vyrábět elektřinu, vzbudil značnou pozornost záhadologů. Principem fungování baterie se zabývala řada televizních pořadů, např. Bořiči mýtů.
Archeologové však teorii o baterii odmítají. Paul Craddock z Britského muzea dokázal, že nádoby se v té době pokovovaly pomocí roztavené rtuti, nikoli galvanicky. Energie získávaná z baterie by byla příliš slabá, aby mohla mít praktické využití. Nejčastěji přijímaným vysvětlením je, že šlo o schránku na papyrové svitky, namotané na kovovou tyč a chráněné před poškozením měděným obalem (podobná kovová pouzdra byla nalezena v nedaleké Seleukii).